# Castroville (Califòrnia)
Castroville és una concentració de població designada pel cens dels Estats Units a l'estat de Califòrnia. Segons el cens del 2000 tenia 6.724 habitants.

## Demografia
Segons el cens del 2000, Castroville tenia 6.724 habitants, 1.434 habitatges, i 1.280 famílies. La densitat de població era de 2.570,4 habitants/km².
Dels 1.434 habitatges en un 58,5% hi vivien nens de menys de 18 anys, en un 65,2% hi vivien parelles casades, en un 17% dones solteres, i en un 10,7% no eren unitats familiars. En el 7,9% dels habitatges hi vivien persones soles el 4% de les quals corresponia a persones de 65 anys o més que vivien soles. El nombre mitjà de persones vivint en cada habitatge era de 4,69 i el nombre mitjà de persones que vivien en cada família era de 4,78.
Per edats la població es repartia de la següent manera: un 37,1% tenia menys de 18 anys, un 13,2% entre 18 i 24, un 30,4% entre 25 i 44, un 13,7% de 45 a 60 i un 5,6% 65 anys o més.
L'edat mediana era de 25 anys. Per cada 100 dones de 18 o més anys hi havia 109,9 homes.
La renda mediana per habitatge era de 38.594 $ i la renda mediana per família de 38.021 $. Els homes tenien una renda mediana de 25.781 $ mentre que les dones 23.409 $. La renda per capita de la població era de 10.729 $. Entorn del 14,6% de les famílies i el 19,2% de la població estaven per davall del llindar de pobresa.

## Poblacions més properes
El següent diagrama mostra les poblacions més properes.